# Xylena fumosa
Xylena fumosa là một loài bướm đêm trong họ Noctuidae.